# Охотников, Афанасий Герасимович
Афанасий Герасимович Охотников (31 января 1914 — 2 ноября 1991, Кузнецкий уезд, Томская губерния) — передовик советского сельского хозяйства, тракторист Прокопьевской МТС Кемеровской области, Герой Социалистического Труда (1949).

## Биография
Родился в 1914 году в селе Новоиушино Томской губернии, ныне Тогульского района Алтайского края в русской семье крестьянина. В 1930 году семья вступила в колхоз. В 1940 году завершил обучение в школе комбайнёров в Ленинске и до мобилизации в Красную Армию работал в колхозе. Окончив курсы тракториста, с 1933 года, Афанасий Охотников стал трудиться механизатором на колёсном тракторе ХТЗ. В июле этого года участвовал в слёте механизаторов Тогульского района. После прохождения срочной службы в Красной Армии, в 1938 году переехал в село Шарап Прокопьевского района Кемеровской области. Работал трактористом в колхозе «Красный партизан», затем перешёл на работу в Прокопьевскую машинно-тракторную станцию. В июне 1941 года был призван по мобилизации в ряды Красной Армии, отправлен на фронт.
Участник Великой Отечественной войны с октября 1941 года. Служил водителем трактора С-65, тягал артиллерийские орудия в составе 486-го пушечно-артиллерийского полка. Участник обороны Москвы, Курской битвы, освобождал Беларусь, Польшу, принимал участие в боях за Берлин. В октябре 1945 года был демобилизован.
По итогам работы на тракторе в 1948 году получил в обслуживаемом колхозе имени Ворошилова высокий урожай пшеницы — 22,2 центнера с гектара на площади 220,5 гектара, и ржи 22,4 центнера с гектара на площади 35,4 гектара.
За получение высоких урожаев пшеницы, ржи и картофеля в 1948 году, Указом Президиума Верховного Совета СССР от 25 февраля 1949 года Афанасию Герасимовичу Охотникову было присвоено звание Героя Социалистического Труда с вручением ордена Ленина и золотой медали «Серп и Молот».
После расформирования машинно-тракторной станции продолжил работать в совхозе «Луч». В ноябре 1977 года вышел на пенсию.
Проживал в селе Шарап Пркопьевского района. Умер 2 ноября 1991 года.

## Награды
За трудовые успехи удостоен:
- золотая звезда «Серп и Молот» (25.02.1949),
- орден Ленина (25.02.1949),
- Орден Отечественной войны II степени (11.03.1985),
- Орден Красной Звезды (09.12.1944)
- Медаль За отвагу (02.02.1944),
- Медаль «За оборону Москвы» (01.05.1944),
- другие медали.